# Teofilato Simocata
Teofilato Simocata (Theophylactus Simocatta; em grego: Θεοφυλάκτος Σιμοκάτ(τ)ης; romaniz.: Theophylaktos Simokat(t)es), também referido como Teofilato Simocato (em latim: Theophylactus Simocattus; em grego: Θεοφυλάκτος Σιμόκαττος; romaniz.: Theophyláktos Simókattos), foi um historiador bizantino do início do século VII, que escreveu no tempo do imperador Heráclio (c. 630) sobre o finado imperador Maurício (r. 582–602).

## Vida
Teofilato Simocata era nativo da Lócrida, nos Bálcãs, mas pertencia a uma família de origem egípcia. Sabe-se que era aparentado com o duque e augustal Pedro. Se mudou para Constantinopla, capital do Império Bizantino, onde estudou direito. A Suda afirma que era sofista. No começo do reinado do imperador Heráclio (r. 610–641), serviu em alguns ofícios públicos, dentre os quais o de mestre dos escrínios (gabinetes), segundo informações extraídas de seus textos. Na capital, conheceu o patriarca Sérgio I (r. 610–638), que o encorajou a escrever uma história oficial do império que continuasse a obra de Menandro Protetor, abarcando o reinado do falecido imperador Maurício (r. 582–602). Não se sabe ao certo quando iniciou sua obra, mas uma vez que faz menção à vitória de Heráclio sobre o Império Sassânida em sua guerra contra os iranianos, é provável que estivesse escrevendo no final da década de 620.

## Obras

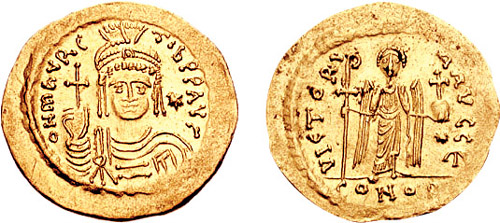
Soldo de Maurício r.

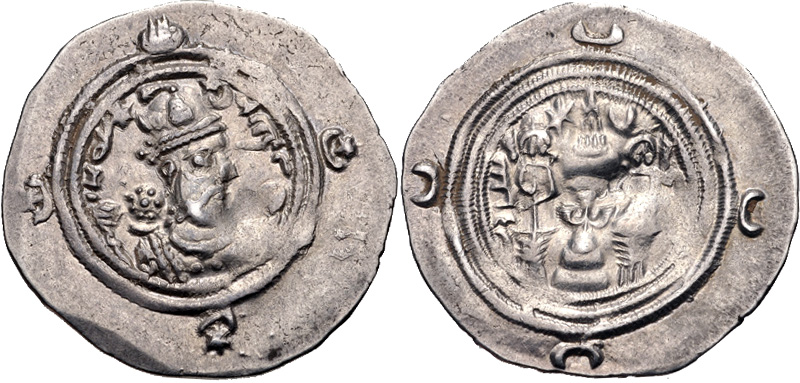
Dracma de r.

Teofilato é melhor conhecido por sua história, em oito volumes, sobre a história do Império Bizantino, conhecida desde suas edições em latim como Oito Livros das Histórias dos Imperadores Maurício e Tibério (Historiae Mauricii Tiberii Imperatoris Libri VIII). É possível que a obra seja a história universal (ιστορία οικουμενή) mencionada por Eustácio de Tessalônica. Sua obra contém uma introdução na forma de um diálogo entre a História e a Filosofia e alega-se que, logo após a queda de Focas (r. 602–610) em 610 e a ascensão de Heráclio, leu em público os trechos que descrevem a execução de Maurício e sua parentela pelo usurpador deposto, causando comoção entre os ouvintes. Fócio (cód. 65), embora admita certa graciosidade na linguagem, culpa o uso excessivo pelo autor de expressões figurativas e alegóricas e de sentimentos morais. Embora o vocabulário contenha muitas palavras estranhas e afetadas, a gramática e a sintaxe são, em geral, corretas. De acordo com Michael Whitby, um aspecto distintivo das Histórias, se comparado a histórias anteriores, é a vontade de Teofilato de incorporar referências mais comuns e distintas ao cristianismo e sua aceitação do vocabulário e estilo das obras cristãs.
Os temas principais das Histórias são as campanhas de Maurício nos Balcãs e as guerras bizantino-sassânidas do final do século VI e começo do VII. Por sua formação jurídica, não possuía familiaridade com a prática diplomática e militar e demonstrou certa ignorância sobre a geografia que citou. Por escrever décadas após os fatos que descreveu, dependeu dos relatos mais antigos que conseguiu ter acesso. Uma das obras que consultou foi a narrativa de João de Epifânia, que produziu um relato completo da guerra bizantino-sassânida de 572–591 em algum momento no final da década de 590. A narrativa de Teofilato é uma paráfrase próxima do texto de João, mas fez alguns embelezamentos linguísticos e cometeu erros. Seguindo João, seu texto apresenta gradual aprofundamento dos eventos que descreve sobre o Oriente, citando com detalhes a turbulência política no Império Sassânida provocada pela usurpação de Vararanes VI (r. 590–591), a fuga de Cosroes II (r. 590–628) ao Império Bizantino e sua eventual restauração ao trono com apoio bizantino.

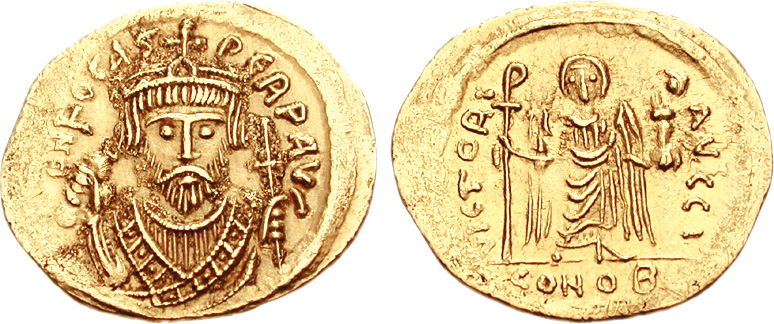
Soldo de Focas r.

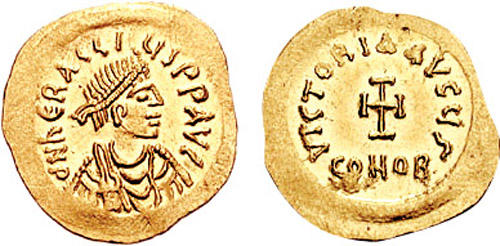
Tremisse de Heráclio r.

Além das Histórias, outras três obras de Teofilato sobreviveram: um diálogo (Quaestiones Physicae) sobre problemas da natureza dos animais, e sobretudo do homem; 85 cartas retóricas (29 morales, 28 rusticae e 28 amatortae) e um diálogo. Não existe uma edição completa das obras de Teofilato. A edição de Andreas Schott, com uma versão latina de Kiraedoncius (Antuérpia, 1598/99), compreende todas as obras conhecidas, exceto as Histórias, que são citadas a partir da Epítome de Fócio. As Histórias foram publicadas pela primeira vez em 1604 por Tiago Pontano a partir de um manuscrito localizado na biblioteca de Maximiliano I da Baviera (r. 1597–1651). Mais tarde, foi revisada com um glossário de palavras gregas por Charles Annibal Fabrot (Paris, 1648) e reimpressa na coleção de historiadores bizantinos de Veneza, em 1729. As Histórias foram editadas por August Immanuel Bekker e publicadas no Corpus Scriptorum Historiae Byzantinae (Bona, 1834). As cartas foram publicadas pela primeira vez nas Espistolae Graecae de Aldo Manúcio e novamente por Johann Haller (Cracóvia, 1509) e Jacques Cujas (Paris, 1606); a edição de 1509 contou com a tradução dos versos gregos de Teofilato para uma prosa em latim feita por Nicolau Copérnico e a edição foi dedicada a seu tio Lucas Watzenrode. As cartas e Questões Físicas foram publicadas juntas em 1596 com as obras de Cássio Latrosofista. No ano seguinte, foram republicadas por Boaventura Vulcânio com as Questões de Cássio e as cartas de Juliano, Galo, Basílio de Cesareia e Gregório de Nazianzo. Em 1653, as Questões Físicas foram republicadas junto a obra de Cássio Latrosofista por André Rivino e em 1835, uma versão com notas críticas foi publicada por Jean François Boissonade de Fontarabie.